# Montserrat Alberich i Escardívol

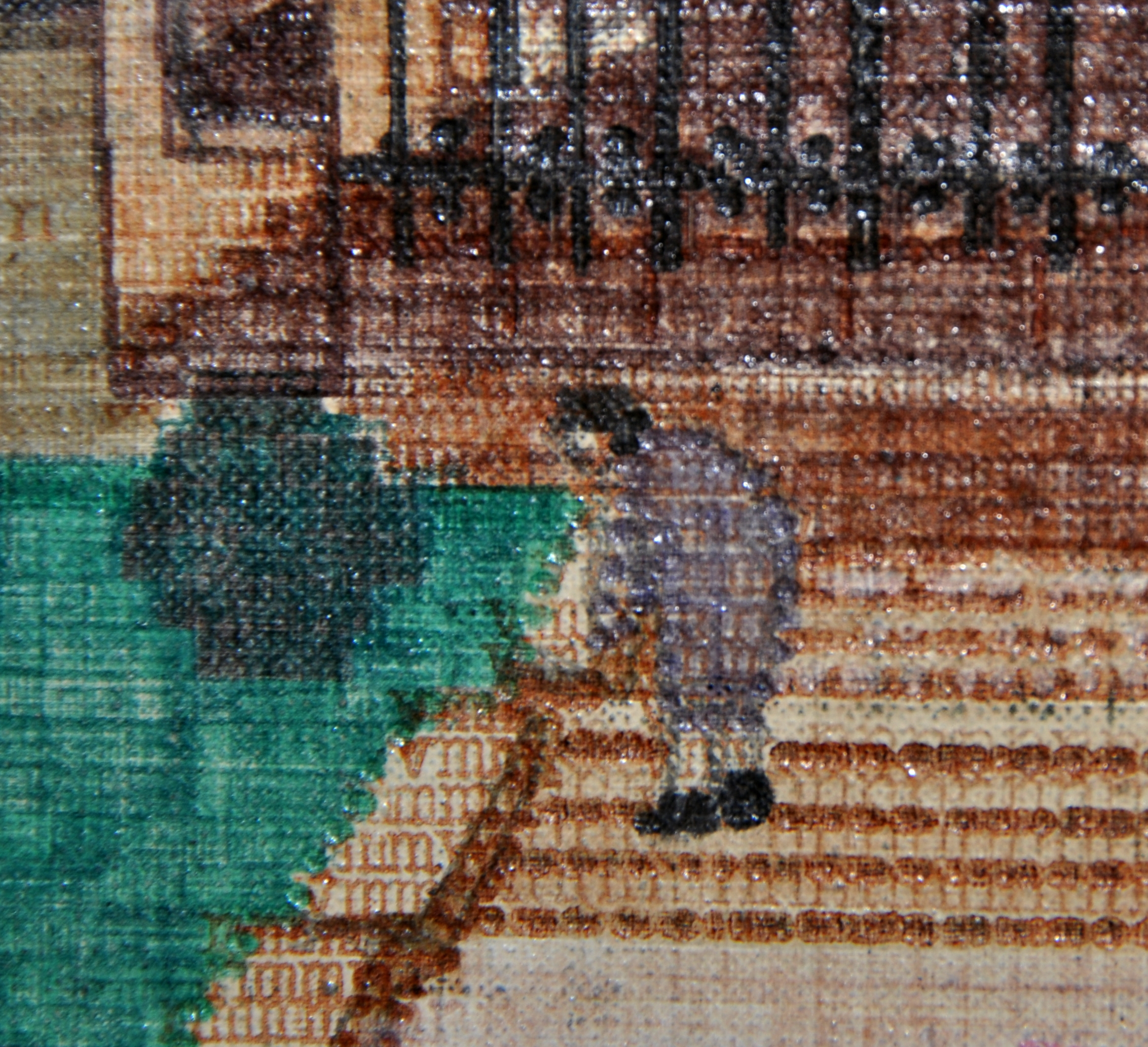
Detall de la Façana de la Catedral de Barcelona de Montserrat Alberich que permet apreciar la seva tècnica (MUHBA)

Montserrat Alberich i Escardívol (Barcelona, 29 de setembre de 1912 - Barcelona, 10 de juliol de 1973) va ser una artista mecanògrafa que va desenvolupar una tècnica artística molt personal basada en el seu domini de la mecanografia.

## Biografia
Era filla de Josep Alberich i Domènech i Josefa Escardívol i Calaf. Va estudiar mecanografia a l'Acadèmia Cots de Barcelona.
Ben aviat va despuntar per les seves habilitats com a mecanògrafa i va començar a fer dibuixos i composicions utilitzant únicament la màquina d'escriure.
L'any 1929, amb només 17 anys, va presentar al Palau de les Arts Gràfiques de l'Exposició Internacional de Barcelona un Quixot mecanografiat per ella mateixa que incloïa 26 il·lustracions realitzades amb la seva tècnica personal. Gràcies a aquest autèntic tour de force de la mecanografia artística (adquirit posteriorment per la Diputació de Barcelona) va obtenir un considerable ressò internacional. El 1932 va guanyar el primer premi d'un concurs internacional de mecanografia artística organitzat a la Haia per Schoevers, un gran centre holandès dedicat als estudis de comerç i secretariat. L'obra premiada era una versió personal del retrat de la Duquesa de Devonshire de Thomas Gainsborough.
A partir d'aquests èxits, dues exposicions individuals realitzades els anys 1933 (Galeries Syra) i 1935 (Galeries Laietanes) a Barcelona confirmaven la plena dedicació de Montserrat Alberich al conreu de la mecanografia artística i al perfeccionament de la seva tècnica, que va ser denominada "pintura dactilogràfica" 
Després de la Guerra Civil va seguir realitzant exposicions individuals a Barcelona mentre treballava com a mecanògrafa a la Prefectura Superior de la Policia: Galeries Laietanes (1946); Casa del Llibre (1956 i 1960) i Sala Jaimes (1965). El 1965 també va exposar a Sant Celoni i el 1966 a Donostia, 
L'any 1945 el NO-DO li va dedicar un reportatge on se la pot veure treballant davant de la màquina d'escriure i on es mostren alguns detalls de la seva tècnica. L'any 1953 la revista americana Life també li va dedicar un reportatge.
L'any 1957 la casa de màquines d'escriure Underwood va regalar a Montserrat Alberich una màquina d'escriure adaptada a les seves necessitats creatives: carro de grans dimensions (310 espais) més tecles amb alguns caràcters especials.

## Obra
Per a realitzar les seves "pintures dactilogàfiques" Montserrat Alberich utilitzava cintes entintades de diversos colors (es diu que fins a dinou) i polsava preferentment les tecles de la m minúscula i els punts, amb major o menor intensitat segons li convenia per tal d'obtenir matisos.
El Museu d'Història de Barcelona (MUHBA) conserva una obra seva que representa la façana de la catedral de Barcelona. A la Biblioteca de la Universitat Harvard es conserva una de les seves il·lustracions del Quixot